# Euselates neglecta
Euselates neglecta är en skalbaggsart som beskrevs av Franz Antoine 1986. Euselates neglecta ingår i släktet Euselates och familjen Cetoniidae. Inga underarter finns listade i Catalogue of Life.